# Alțâna
Alțâna (Duits: Alzen) is een Roemeense gemeente in het district Sibiu.
Alțâna telt 1677 inwoners.